# Xã Falls, Quận Hocking, Ohio
Xã Falls (tiếng Anh: Falls Township) là một xã thuộc quận Hocking, tiểu bang Ohio, Hoa Kỳ. Năm 2010, dân số của xã này là 11.731 người.